# بندرغشة (مغوية)
بندرغشة (بالفارسية: بندرگشه) هي قرية تقع في إيران في الناحية المركزية. يقدر عدد سكانها بـ 509 نسمة .